# Glasmalerei Derix
Die Glasmalerei Derix ist ein Unternehmen in Düsseldorf-Kaiserswerth. Das Familienunternehmen wurde 1866 gegründet und ist weltweit bekannt für seine Glasmalereien und Restaurierungen. Im Jahre 1908 lieferte die Firma drei Fenster für die Sixtinische Kapelle, 1910 wurde anlässlich einer Audienz bei Papst Pius X. der Titel „Päpstliche Hofglasmalerei W. Derix“ an den Firmengründer Wilhelm Derix verliehen.